# Montader Madjed
Montader Madjed, född 24 april 2005 i Öster, Växjö, är en svensk-irakisk fotbollsspelare som spelar för Hammarby IF.

## Klubbkarriär
Montader Madjeds moderklubb är Växjö BK. Som sju-åttaåring tog han klivet till Östers IF och han spelade som ung för deras juniorlag upp till P19-Allsvenskan, där han gjorde två mål på fyra matcher under säsongen 2020. Den 27 november 2020 värvades Madjed av Varbergs BoIS, där han skrev på ett treårskontrakt. Madjed gjorde allsvensk debut den 4 juli 2021 i en 1–1-match mot Kalmar FF, där han blev inbytt i den 76:e minuten. Madjed var vid debuten endast 16 år och 88 dagar gammal och var den förste spelaren född 2005 att debutera i Allsvenskan.
I augusti 2022 värvades Madjed av Hammarby IF, där han skrev på ett treårskontrakt. Madjed inledde sin sejour i Hammarby med spel i farmarlaget Hammarby TFF i Ettan Norra. Den 14 augusti 2022 gjorde han sin första match från start i Hammarby TFF och gjorde då ett hattrick i en 4–3-seger över Umeå FC.

## Landslagskarriär
I augusti 2020 blev Madjed uttagen i det första landslagslägret för pojkar födda 2005 på Bosön. I juli 2021 blev han uttagen i Sveriges P05-landslag till två landskamper mot Danmark följande månad. Madjed debuterade den 7 augusti 2021 i en 1–0-förlust mot Danmark, där han blev inbytt i den 63:e minuten mot Emmanuel Tannor. Tre dagar senare gjorde han sin första match från start då Sverige förlorade med 4–2 mot Danmark.